# Aspidoglossum connatum
Aspidoglossum connatum là một loài thực vật có hoa trong họ La bố ma. Loài này được (N.E.Br.) Bullock mô tả khoa học đầu tiên năm 1952.